# Karl Stiegler
Karl Stiegler (* 27. Jänner 1876 in Wien; † 5. Juni 1932 ebenda) war ein österreichischer Hornist und Professor an einer Musikhochschule.

## Leben
Karl Stiegler, der schon früh mit dem Hornspiel begann, hatte bereits mit 15 Jahren ein eigenes Hornquintett und studierte bei Josef Schantl. Nach seinem Studium war er von 1896 bis 1899 Solohornist im Wiesbadener Hoftheater. Gustav Mahler holte ihn 1899 nach Wien zurück, wo er bis 1906 Solohornist an der Wiener Staatsoper und von 1906 bis 1932 Solohornist bei den Wiener Philharmonikern war. Die Bedeutung Stieglers wird darin deutlich, dass ihn Gustav Mahler mehrfach zu Aufführungen seiner 5. Symphonie (Uraufführungshornist war Max Hess in Köln), in der das Solohorn im Mittelsatz eine dominante Rolle (auch als „Corno obligato“ in der Stimme bezeichnet) spielt, zu Aufführungen außerhalb Wiens mitnahm. Im Übrigen war er in seiner Zeit einer der am besten bezahlten Solisten. So erhielt er beispielsweise beim Basler Mozartfest 1922 zweitausend Goldmark für Mozarts zweites Hornkonzert KV 417. Er war auch Solist der Premiere der Opern Die Frau ohne Schatten und Ariadne auf Naxos von Richard Strauss. Zahlreiche Komponisten des Wiener Kreises schrieben Solostücke mit Klavier oder Kammermusik speziell für ihn. Stiegler selbst war im Blick auf sein Instrument „unermüdlich als Arrangeur, Komponist und Theoretiker.“
Stiegler pflegte Freundschaften mit zahlreichen Musikgrößen seiner Zeit, so mit Gustav Mahler, Hans Richter, Bruno Walter, Arnold Schönberg, Richard Strauss, Franz Schmidt und Max Reger.
Einen bedeutenden Einfluss hatte Stiegler als Hornlehrer. So wurde er 1902 Nachfolger von Schantl als Chefinstrukteur der kaiserlichen Jagdmusik in Wien und war von 1917 bis 1932 Professor an der Staatsakademie für Musik und Kunst in Wien. Einer seiner Schüler war sein Neffe Gottfried von Freiberg. Weitere Schüler waren Hans Berger, Otto Nitsch, Leopold Kainz, Josef Veleba und Emil Kreuziger. Fritz Mischlinger bzw. Holger Fransman gehörten zu den letzten Absolventen Stieglers.
Wenige Tage vor seinem Ableben erkrankte Stiegler an einem Beinleiden, einer schmerzhaften Geschwulst in der linken Kniekehle, zu deren Operation er an der Klinik Eiselsberg seine Einwilligung gab und die zu der eine (letale) Embolie verursachenden Amputation des Beins durch den Chirurgen Wolfgang Denk führte.
Stiegler, unverheiratet, war ein Sammler von allerlei Instrumenten sowie jeder Art von Hornmusik. Zudem hinterließ er zahlreiche Werke für Horn und Hornensemble, wobei ein Schwerpunkt bei der Erhaltung der Jagdhornmusik liegt. Stiegler war ein Verfechter des Wiener F-Horns, zu dessen Bekanntheit er wesentlich beitrug.
Seine Brüder waren ebenfalls bekannte Musiker: Adolf Stiegler spielte Posaune, Hans Stiegler Trompete. Beide waren Mitglied der Wiener Philharmoniker. Die drei Stiegler-Brüder nahmen an der Jagdmusik anlässlich des Dreikaisertreffens in Mürzzuschlag teil.

## Aufnahmen
- Frühe Hornquartette von vor 1910
- Symphonien (Nr. 5, 6, 8) von 1928 unter Franz Schalk (erste Aufnahmen dieser Werke)
- Scherzo aus der 4. Symphonie von Anton Bruckner unter Clemens Krauss.